# Mark Astley
Mark Astley (né le 30 mars 1969 à Calgary) est un joueur canadien de hockey sur glace. Lors des Jeux olympiques d'hiver de 1994, il remporte la médaille d'argent.

## Palmarès
- Médaille d'argent aux Jeux olympiques de Lillehammer en 1994